# Henry Eyring
Artikeln handlar om kemisten, för hans son, se Henry B. Eyring.
Henry Eyring, född 20 februari 1901, död 26 december 1981, var en amerikansk teoretisk kemist.
Eyring var tredje generationens mormon och föddes i mormonkolonin Colonia Juárez, i Chihuahua i Mexiko (en del mormoner hade flyttat från USA till Mexiko under slutet av 1800-talet för att kunna fortsätta utöva månggifte) och bodde där tills de fördrevs i samband med mexikanska revolutionen. 1912 flyttade familjen till El Paso i Texas och därifrån vidare till Arizona. Han studerade vid University of Arizona och doktorerade sedan vid University of California, Berkeley 1927. Därefter arbetade han vid Princeton University och senare vid University of Utah.
Eyring mottog National Medal of Science 1966 och Wolfpriset i kemi 1980. Att han inte fick Nobelpriset i kemi har förvånat vissa. En av hans teorier, publicerad 1935, tycks inte ha förståtts till fullo av Nobelkommittén förrän långt senare; som kompensation tilldelades han Berzeliusmedaljen av Kungliga Vetenskapsakademien 1977.
Eyring var gift med Mildred Bennion. De fick tre söner. Eyring var aktiv inom Jesu Kristi Kyrka av Sista Dagars Heliga i hela sitt liv. Hans syster, Camilla Eyring, var gift med Spencer W. Kimball, som var kyrkans president 1973-1985. Hans son Henry B. Eyring, är en generalauktoritet i kyrkan och sedan 2007 medlem av första presidentskapet.